# Argyrodes elevatus
Argyrodes elevatus là một loài nhện trong họ Theridiidae.
Loài này thuộc chi Argyrodes. Argyrodes elevatus được Władysław Taczanowski miêu tả năm 1873.

## Hình ảnh

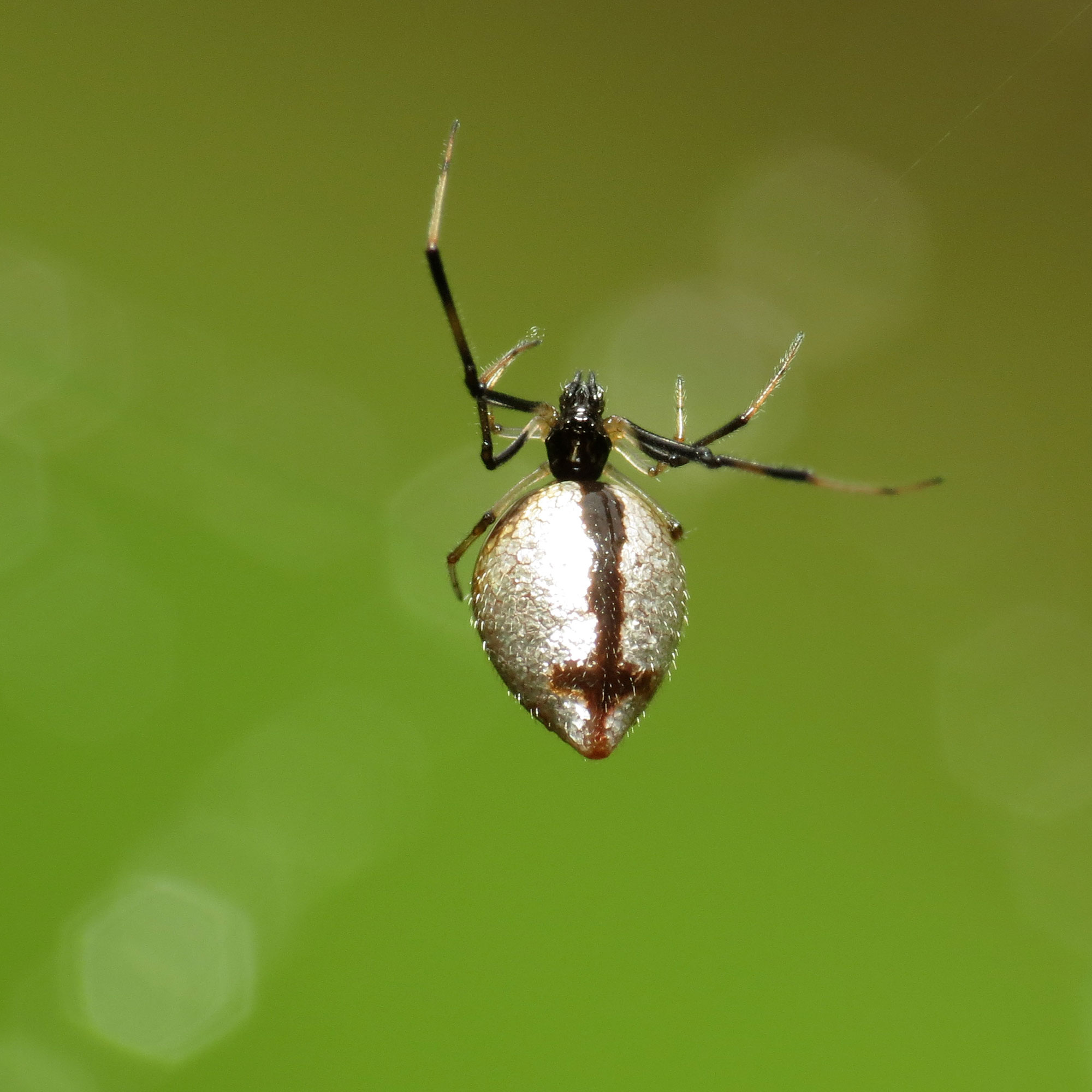